# Antonio Sensi
Antonio Sensi (Cosenza, 4 maggio 1903 – 22 marzo 2002) è stato un politico italiano.

## Biografia
Fratello del monsignore Giuseppe Maria Sensi. Impegnato in politica con la Democrazia Cristiana, viene eletto deputato nella II legislatura, restando in carica dal 1953 al 1958.